# Stureplan

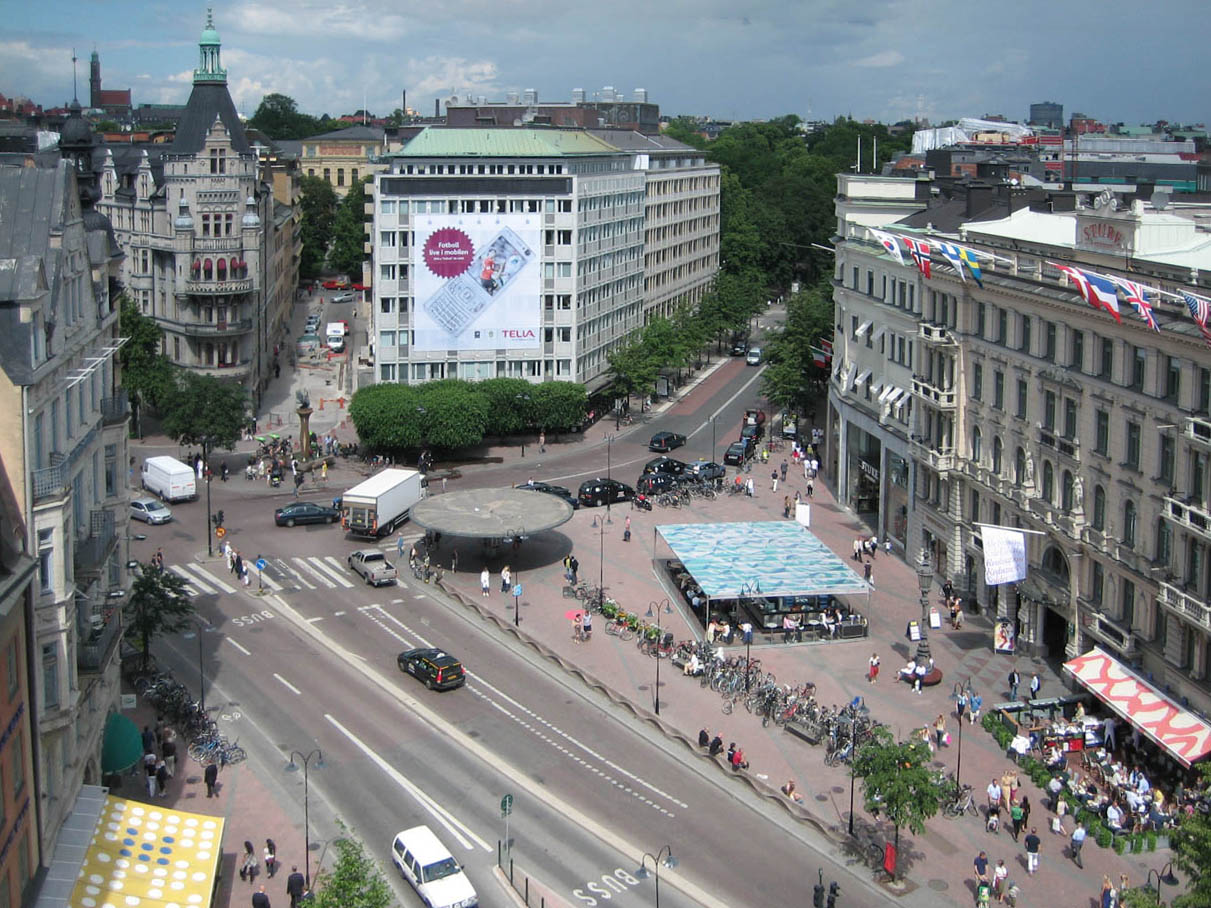
Stureplan, 2007.

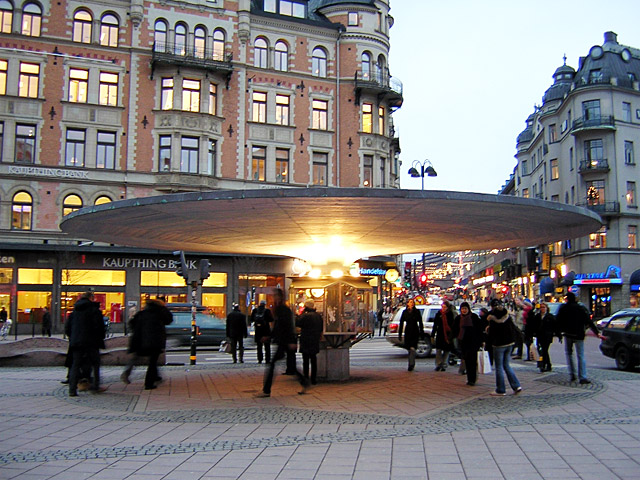
Svampen op Stureplan

Stureplan is een plein en verkeersknooppunt in het centrum van de Zweedse hoofdstad Stockholm, tussen de stadsdelen Norrmalm en Östermalm. Het gebied is vooral bekend vanwege de dure en chique bars, restaurants en winkels. Een voorbeeld is het winkelcentrum Sturegallerian. In het midden van het plein staat een sculptuur die gewoonlijk Svampen ('de paddenstoel') wordt genoemd en een bekend trefpunt is.